# イーネオヤ
イーネオヤ（iğne oyası）とは、トルコの伝統手芸のひとつであり、縫い針を使って作られる結びのレース Knotted lace の一種。イーネ iğne とはトルコ語で『針』を意味する。オヤとはスカーフの周囲にあしらわれる縁飾りのことを呼ぶ。縫い針一本と糸だけで立体的な花などの表現が可能である。

## 定義
イーネオヤが、刺繍であるかレースであるか、定義を問う声は多い。連続した長い糸を編むいわゆるレース編みのイメージとは異なり、切断された糸を使う点では刺繍に近いともされる。
しかし刺繍が布と切り離すことができないものを指し、レースがそれ単独で成立するものを指すという従来の定義から照らし合わせるとすれば、イーネオヤはレースの一種と考えられる。
（※しかし、スタンプワークなどの例もあるため、確定されたものではない。また、かがりの技法の刺繍と定義することも可能である）

## 歴史
起源は不明であるが、紀元前2000年前にはすでに針によって編まれた魚網の存在が確認されており、それを技法における起源とする説もある。
小アジアと呼ばれるトルコのアナトリア地方で発生したとされるが、さらにフェニキア人の時代にまでさかのぼり、東地中海で発生したとされる説もある。　しかし現在のような装飾するための技法として発展したのがいつ頃かは定かではない。
トルコにおいては伝統的にスカーフの縁飾りや、テーブルクロス類など室内装飾品などにおいて使用される。これらは花嫁の持参品（チェイズ çeyiz )として女性たちによって代々受け継がれ作られてきた。
しかし現在は作り手の高齢化や持参品文化の衰退に伴い、スカーフの縁飾りとしてではなく現代的なアクセサリーとして製作・流通される傾向にある。

## 他地域での呼称
アルメニアンレース Armenian Lace と呼ばれるものが最も有名である。アルメニア本国においてはジャンヤク ժանյակ(レースの意味）もしくはասեղնագործ ժանյակ（刺繍レース）と呼ばれる。
ブルガリアにおいてはケネ кене、ギリシャ（キプロス島など含む）においてはピピッラ πιπίλλα（ビビラ bibila ビルビラbirbilla など呼称多数）と呼ばれる。その他、スミルナステッチ、ナザレレースなど、伝播した場所の地名が付くものもある。
それぞれ様式は少しずつ異なるが基本となる技法は同一である。

## 道具
縫い針が使われる。イーネオヤ用の針としてトルコ国内の手芸用品店で売られているものは、いわゆる先の丸いクロスステッチ針と類似したものか、フランス刺繍針と類似したものが多い。
しかし実際に現地の作り手が使用しているものは、身近に入手出来てかつそれぞれの作り手が使いやすいものでしかなく、決まったものを使うルールはない。

## 素材
糸
絹糸、綿糸、化繊（ナイロン、ポリエステル）など。もとは手撚りの絹糸や綿糸などが使われていたが、化繊が登場して以来、現在ではナイロンやポリエステル糸が主に使われている。
ビーズ
トルコ語でビーズはボンジュクboncukと呼ばれる。ビーズを編み込んで作る手法もある。また、スパンコール（プル pul）を使うこともある。

## モチーフ
イーネオヤにおいて最も特徴的なのは、そのモチーフである。多くは花を模しており、それぞれに名前と意味がある。その他植物、動物、物事、抽象的な言葉による名づけもある。また、それぞれのモチーフはそれを着ける女性の年齢や立場によっても異なることがある。しかしながら全てのモチーフに決まった名称がある訳ではなく、また類似した形でも地域によって名称や意味が異なる場合も多くある。
トルコの女性たちはこれらモチーフを通して、その内なる世界を表現しコミュニケーション手段としても使っていた。。
その他として、男性用のオヤであるエフェオヤ Efe Oyasıは、エフェと呼ばれる戦士のために作られたものであり、半円形もしくは真円形のモチーフが使われる。

## 主な糸メーカー
- カナガワ株式会社：国産の製糸メーカー。イーネオヤ糸、トゥーオヤ糸がある
- アルトゥン・バシャック Altın Başak：トルコの糸メーカー。
- チズメリ ÇİZMELİ：トルコの糸メーカー。
- レイラック Leylak：トルコの糸メーカー。